# Automòbil de competició

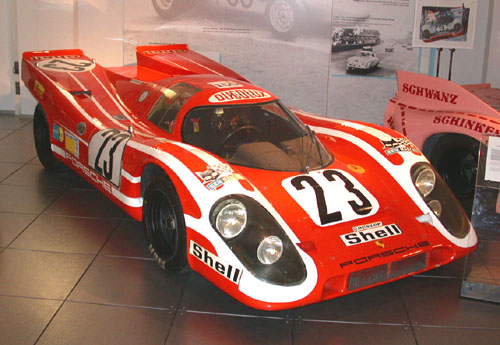
Porsche 917 Kurzheck, un esport prototip

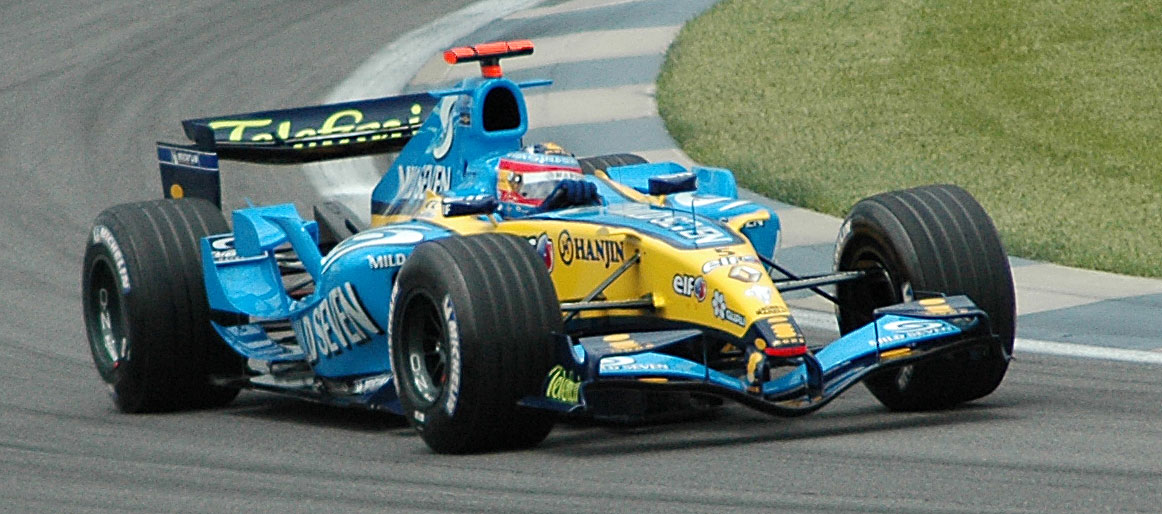
Renault R25, un monoplaça

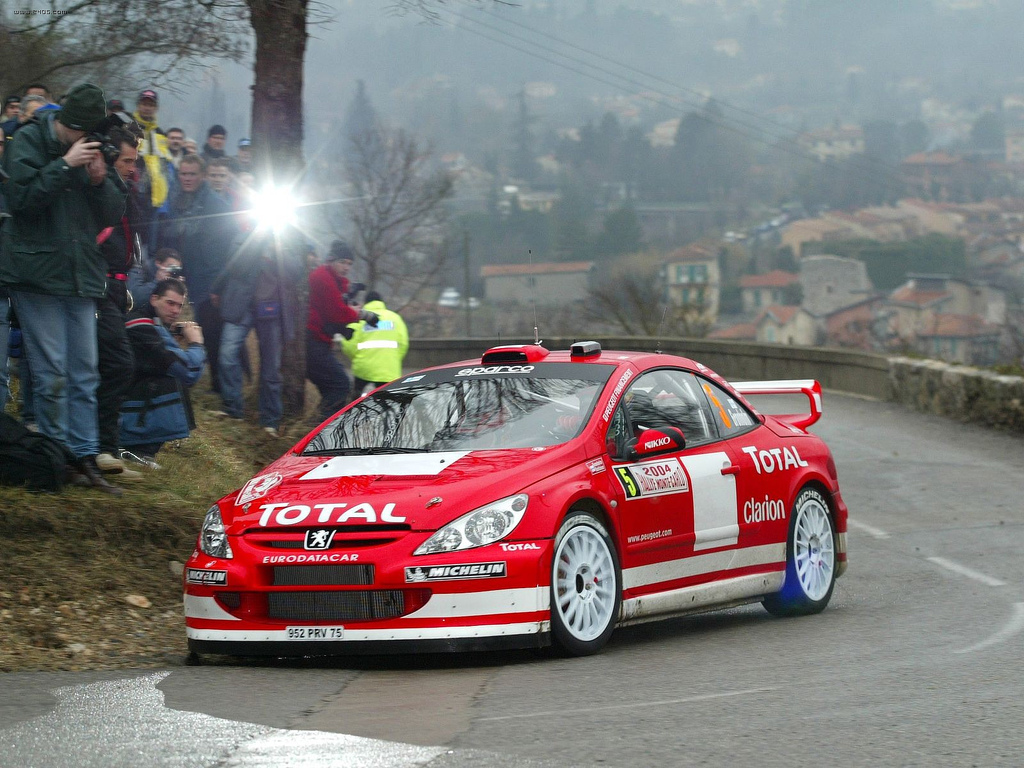
Peugeot 307 WRC, un automòbil de carrer modificat per ral·lis

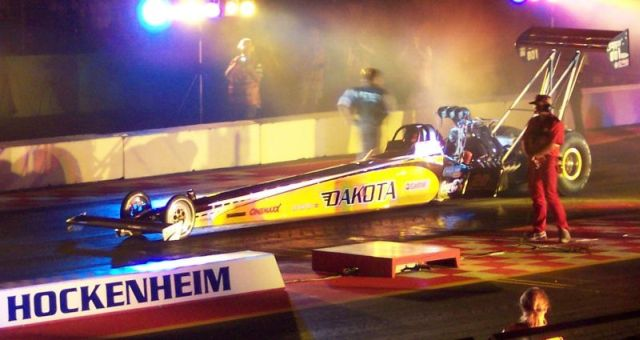
Un dragster dissenyat especialment curses de arrancones

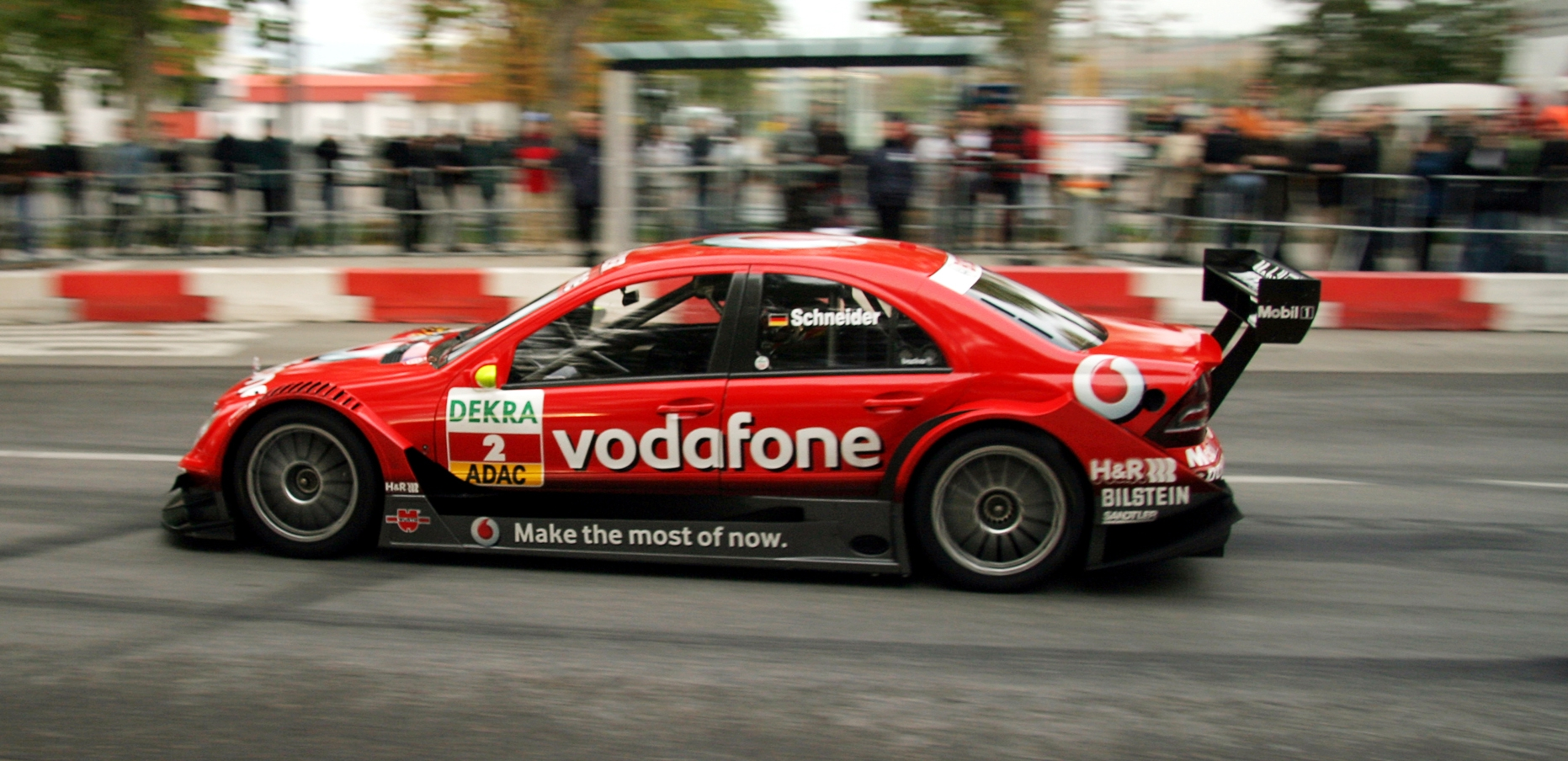
Un Mercedes-Benz Classe C totalment modificat per a carreres de turimes

Un automòbil de competició és un automòbil modificat per usar-se en competicions d'automobilisme. Segons la disciplina i la categoria, un automòbil de competició pot estar basat en un automòbil de carrer o pot haver estat desenvolupat específicament per a les carreres (prototip de competició).

## Tipus d'automòbils de competició
En les carreres en circuits i rally és molt habitual utilitzar turismes i esportius, tant perquè les modificacions necessàries siguin escasses i econòmiques, com perquè les marques d'automòbils poden publicitar els seus models a la venda mitjançant campanyes reeixides en aquest tipus de competició. Cada categoria té un reglament tècnic per a restringir les modificacions, que es diu homologació. La Federació Internacional de l'Automòbil determina homologacions que s'utilitzen en tots els continents, però moltes categories utilitzen homologacions pròpies.
Un altre tipus d'automòbils de competició són els monoplaça i els sport prototips, que posseeixen un únic seient i tenen molt poc a veure amb els automòbils de carrer. Els monoplaces són extremadament estrets per reduir la superfície de fregament amb l'aire, i gairebé sempre utilitzen alerons per augmentar la càrrega aerodinàmica vertical. Una altra varietat de prototips de curses són els siluetes, que tenen una carrosseria similar a la d'un automòbil de carrer però la mecànica és completament diferent.

## Configuració de la competició
En gairebé totes les categories, els equips tenen la possibilitat de modificar característiques de l'automòbil, per millorar les prestacions i adaptar-se al traçat ia les condicions meteorològiques:
 Suspensió i direcció 
- Els molls i amortidors de la suspensió pot endurir o estovar per millorar el comportament en corbes i sots
- El rebuig a terra i el recorregut màxim de la suspensió poden ajustar per modificar el comportament en salts, sots i pendents.
- L'angle de caiguda i corda de les rodes poden modificar-se, per induir sobrevirancia o subvirancia.
- La multiplicació i duresa de l'adreça pot alterar-se, per exemple per millorar la precisió en corbes obertes o per negociar forquilles amb més facilitat.

 Pneumàtics i frens 
- Els pneumàtics poden tenir compost tou o dur, i solcs de diferent profunditat i disseny (per la pluja) o claus (per la neu i el gel).
- El sistema de frens pot balancejar per donar més pressió de frenada endavant o enrere.

 Motor 
- Les diferents peces es poden reemplaçar per altres més lleugeres, per augmentar el règim màxim i alleugerir l'automòbil.
- Els cilindres, filtres d'aire, vàlvules, entrades d'aire i sortides d'escapament poden augmentar de mida.
- La Unitat de Control de Motor pot ser reprogramada o reemplaçada per modificar el punt d'encesa, la quantitat de combustible injectat, el nivell de pressió del sobrealimentats i del limitador de règim.
- Els sobrealimentats i sistemes d'injecció d'òxid nitrós poden agregar-se en el cas que no hi hagi originalment.

 Altres elements 
- Les marxes de la caixa de canvis poden escurçar o allargar per equilibrar acceleració i velocitat màxima.
- Els alerons poden tenir diferent mida i inclinació, per donar preferència a l'adherència en corba o la velocitat màxima.
- El centre de massa de l'automòbil pot desplaçar-se cap endavant o enrere (i cap a l'esquerra i dreta en les carreres en oval s).

## Tipus de competicions
- Fórmula 1
- Campionat Mundial de Ral·lis
- Campionat Mundial de Turismes
- Rally Dakar
- Champ Car World Sèries
- IndyCar Sèries
- Sprint Cup
- TC2000
- Turisme Carretera
- Formula Drift
- Midget
- A1GP
- Trofeu Andros